# Shinan
Shinan léase Shi-Nán (en chino:市南区, pinyin:shìnán qū, lit:ciudad sur) es un distrito urbano bajo la administración directa de la subprovincia de Qingdao en la Provincia de Shandong, República Popular China. Se localiza en el extremo sur de la península de Shandong en la bahía Jiaozhou (胶州湾), conectada con su vecina Huangdao por el túnel Qingdao-Jiaozhou que dista 3,5 km. Su área es de 30 km² y su población para 2018 fue de +500 mil habitantes. Shinan como sede de gobierno, es el centro político, cultural, tecnológico y financiero de Qingdao.

## Administración
El distrito de Shinan se divide en 14 pueblos que se administran como subdistritos:
Xiānggǎng zhōnglù jiēdào, bādà xiá jiēdào, tái xī jiēdào, yúnnán lù jiēdào, zhōngshān lù jiēdào, guān hǎilù jiēdào, jiāngsū lù jiēdào, jīn kǒu lù jiēdào, bādà guān jiēdào, zhànshān jiēdào, jīn hú lù jiēdào, bādà hú jiēdào, jīnmén lù jiēdào y zhūhǎi lù jiēdào.

## Historia
A mediados del siglo XIX después de la derrota de China en la primera guerra del opio, el país fue abierto por la fuerza al comercio exterior por una serie de tratados. Tras el Tratado de Nankín (1842), los británicos establecieron los primeros puertos. Alemania adquirió la concesión de la zona de la bahía en 1898 y desarrolló substancialmente un pueblo de pescadores, el área construida por los alemanes hoy es conocida como distrito de Shinan.
El 15 de agosto de 1914, con el estallido de la Primera Guerra Mundial en Europa, Japón entregó un ultimátum a Alemania exigiendo que dejara de usar su control del territorio disputado en China, al rechazo del ultimátum, Japón declaró la guerra el 23 de agosto y el mismo día su Marina de guerra bombardeo el territorio alemán. El 7 de noviembre de 1914, la Bahía fue ocupada por las fuerzas japonesas. El territorio ocupado fue devuelto a China el 10 de diciembre de 1922, pero Japón ocupa otra vez el área de 1937 a 1945 durante la segunda guerra sino-japonesa.
El 15 de agosto de 1945, Japón se rindió y las fuerzas de Kuomintang entraron en la ciudad en septiembre, restaurando el gobierno de la República de China. Durante la guerra civil China, Qingdao sirvió brevemente como un puerto para la marina de guerra de Estados Unidos.
El 2 de junio de 1949 el Ejército Popular de Liberación entró en Qingdao y la ciudad fue puesta bajo control del gobierno chino.